# Euchlaena obtusaria
Euchlaena obtusaria is een vlinder uit de familie van de spanners (Geometridae). De wetenschappelijke naam van de soort is voor het eerst geldig gepubliceerd in 1813 door Hübner, 180.